# Hepatotoxicidade
A hepatotoxicidade (de toxicidade hepática) é um dano no fígado causado por substâncias químicas chamadas hepatotoxinas Pode ser um efeito colateral de certos medicamentos, mas também pode ser causado por produtos químicos usados em laboratórios ou indústria, e substâncias químicas naturais, como as microcistinas.
O paracetamol (Tylenol) em altas doses pode causar hepatotoxicidade em alguns pacientes. Em adultos e adolescentes,  pode ocorrer hepatotoxicidade após a ingestão de mais que 7,5 a 10 g em um período de 8 horas ou menos.
Fatalidades não são frequentes (menos de 3 - 4% de todos os casos não são tratados).
Casos avançados:
Hepatopatia irreversível (cirrose) quando usado a longo prazo em doses baixas; nos casos mais graves pode levar à necessidade de um transplante hepático. A função hepática deve ser monitorizada em doentes que recebem doses cumulativas superiores a 1,5g; se se observarem alterações nos níveis de transaminases deve-se efectuar uma biopsia. A frequente monitorização dos níveis de ALT, AST, GGT, ALP, albumina plasmática e a-GST (esta última – Alfa-glutationa-S-transferase – é um indicador sensível de danos nos hepatócitos e cuja concentração aumenta de um modo mais expressivo após a administração de metotrexato) leva à detecção mais precoce de possíveis danos hepáticos o que diminui a necessidade de realização de biopsias (diminuição da morbilidade do doente e dos custos). Devem-se evitar as indicações não neoplásicas em pacientes com insuficiência hepática.
Algumas doenças causadas pela hepatotoxidade:
Granuloma:
Granulomas hepáticas induzidas por drogas são normalmente associados com granulomas em outros tecidos e os pacientes geralmente têm características de vasculite sistêmica e hipersensibilidade. Mais do que 50 fármacos têm sido implicados.
Causas:
O alopurinol, fenitoína, isoniazida, quinina, penicilina, quinidina
Lesões vasculares:
Estes resultam de lesão no endotélio vascular.
Causas:
Doença veno-oclusiva: agentes quimioterápicos, chá mato
Peliose hepática: Os esteróides anabólicos
Trombose da veia hepática: Os contraceptivos orais